# Parafia Podwyższenia Krzyża Świętego i św. Wincentego a Paulo w Łazach - Moszczanach
Parafia Podwyższenia Krzyża Świętego i św. Wincentego a Paulo w Łazach - Moszczanach − parafia rzymskokatolicka znajdująca się w archidiecezji przemyskiej, w dekanacie Radymno II.

## Historia
12 marca 1976 roku dekretem bpa Ignacego Tokarczuka w Moszcznach została erygowana parafia pw. św. Wincentego a Paulo, z wydzielonego terytorium parafii Laszki. Ponieważ parafia nie posiadała własnego kościoła, korzystała z kaplicy Sióstr Miłosierdzia w Domu Pomocy Społecznej.
W 2004 roku rozpoczęto budowę kościoła parafialnego w Łazach. 21 czerwca 2015 roku w Łazach abp Józef Michalik konsekrował nowy kościół pw. Podwyższenia Krzyża Świętego. 4 października 2017 roku dekretem abpa Adama Szala zmieniono nazwę na parafia Łazy-Moszczany.
Na terenie parafii jest 975 wiernych (w tym: Łazy – 661, Moszczany – 131, Wietlin III – 187).
Proboszczowie parafii:
1976–2001. ks. kan. Tadeusz Robótka.
2001– nadal ks. Ryszard Buryło.

## Kościół filialny
W 1762 roku książę August Czartoryski zbudował w Moszczanach browar z gorzelnią. 5 lipca 1820 roku po likwidacji browaru, księżna Maria Wirtemberska przeznaczyła budynki na fundację zwaną Instytutem Sióstr Miłosierdzia, dla Sióstr Miłosierdzia w celu opieki nad ubogimi i sierotami. W latach 1820–1822 zbudowano kaplicę, którą w 1822 roku konsekrował abp senior gnieźnieński Ignacy Antoni Raczyński. W latach 1821–1867 dokonano przebudowy w zespół mieszczący szpital, szkołę, ochronkę i sierociniec oraz klasztor sióstr oddzielony kaplicą. 
Podczas I wojny światowej w Instytucie był szpital wojskowy, a następnie tyfusowy i choleryczny. W 1924 roku przy Instytucie utworzono szkołę powszechną. W latach 1939–1941 siostry zostały przez okupantów niemieckich zmuszone do opuszczenia Instytutu, który został zdewastowany. W 1951 roku władze państwowe urządziły Dom Pomocy Społecznej. 